# Valle de Zamanzas
Valle de Zamanzas és un municipi de la província de Burgos a la comunitat autònoma de Castella i Lleó. Forma part de la comarca de Las Merindades.

## Nomenclator
| Aylanes (ELM)        |  | 27 |  | 29 |  | 27 |  | 26 |  | 27 |  | 28 |  | 26 |
| Barrio la Cuesta     |  | 4  |  | 5  |  | 5  |  | 5  |  | 5  |  | 6  |  | 6  |
| Báscones de Zamanzas |  | 19 |  | 21 |  | 19 |  | 19 |  | 14 |  | 13 |  | 11 |
| Gallejones (ELM)     |  | 17 |  | 20 |  | 20 |  | 19 |  | 22 |  | 19 |  | 17 |
| Robredo de Zamanzas  |  | 0  |  | 1  |  | 1  |  | 1  |  | 1  |  | 1  |  | 1  |
| Villanueva-Rampalay  |  | 12 |  | 11 |  | 9  |  | 9  |  | 9  |  | 11 |  | 11 |

## Demografia
| 1842 |  | 1857 |  | 1860 |  | 1877 |  | 1887 |  | 1897 |  | 1900 |  | 1910 |  | 1920 |  | 1930 |  | 1940 |  | 1950 |  | 1960 |  | 1970 |  | 1981 |  | 1991 |  | 2001 |  | 2007 |
| ---- |  | ---- |  | ---- |  | ---- |  | ---- |  | ---- |  | ---- |  | ---- |  | ---- |  | ---- |  | ---- |  | ---- |  | ---- |  | ---- |  | ---- |  | ---- |  | ---- |  | ---- |
| 200  |  | 520  |  | 627  |  | 626  |  | 580  |  | 528  |  | 566  |  | 512  |  | 471  |  | 441  |  | 401  |  | 470  |  | 218  |  | 67   |  | 34   |  | 48   |  | 79   |  | 68   |